# Plateosaurus
Plateosaurus (vanligen översatt "Platt ödla"), släkte med växtätade dinosaurier påträffade i Europa, och som troligtvis är en av de mest välkända inom gruppen Prosauropoder. Det var mycket vitt spridd, och fossila lämningar efter släktet har hittats i Tyskland, Schweiz och Frankrike. Det finns även fynd som tyder på att släktet levt i Sverige och Norge. Den tros ha levt i slutet av den geologiska perioden Trias, för cirka 210 milj. år sedan. Utbudet med fossil är mycket stort, därför vet forskarna ganska mycket om den. Från Vallåkra i Skåne har man hittat fossiliserade fotspår som kan vara efter Plateosaurus, liksom lämningar efter ankylosaurier och theropoder. Andra källor säger att det rörde sig om Dilophosaurus ("tvåkamsödla") i Vallåkra. Spåren var upp till 35 cm. långa. I Höganäs Formation har man påträffat fossiliserade spår efter theropoder, som kanske var samtida med Plateosaurus.

## Beskrivning

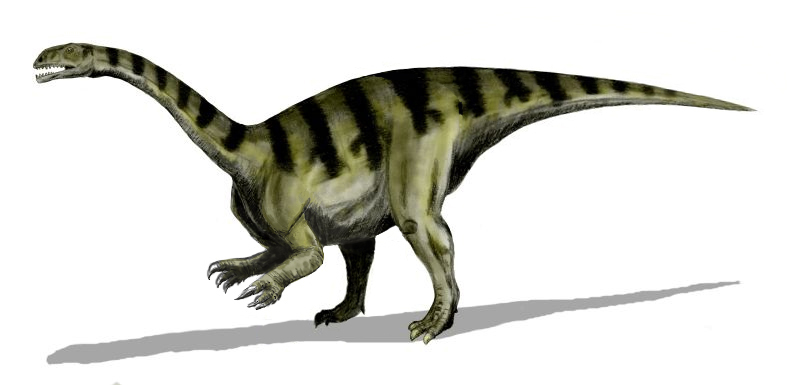
Illustration av Plateosaurus.

Plateosaurus var en typisk Sauropodomorph som hade stor, svällande kropp med stor mage, lång kraftig svans, relativt lång hals, och ett mycket litet huvud. Bakbenen var kraftiga och slutade i fötter med stora klor. Ett fullvuxet exemplar blev cirka 6 meter långt från nos till svans. Plateosaurus gick troligen mest på alla fyra, men det kan hända att den stod på bakbenen ibland. Frambenen var kortare än bakbenen , och påminde om armar. De hade fem fingrar, av vilka fingrar 1, 2 och 3 hade stora, krökta klor, som Plateosaurus kanske använde för att föra grenar till munnen, eller för självförsvar. 

### Livscykel
Noggranna studier av Plateosaurus fossil (Klein, 2004) antyder att den växte ganska fort, liksom många andra dinosaurier. Vid ungefär 8 års ålder uppgick kroppslängden till omkring 5 meter, men djurets fulla storlek inträdde inte förrän vid omkring 16–20 års ålder. Könsmognaden kan ha infunnit sig någon gång mellan 9 och 16 år sålder, och den maximala livslängden uppgick troligtvis till 25–30 år.

## Taxonomi
Plateosaurus var en ödlehöftad dinosaurie inom underordningen Sauropodomorpher ("ödlefotsformer"), som delas in i infraordningarna Sauropoda ("Ödlefötter") och Prosauropoda ("För-ödlefötter"). Prosauropoderna betraktades tidigare som förfäder till de större sauropoderna, men numera betraktas de som två separata linjer.
Det har beskrivits flera arter inom släktet Plateosaurus, men de flesta av dessa betraktas som Nomen dubia,

## Plateosaurusi populärkulturen
Plateosaurus har emellanåt skildrats i populärkulturella sammanhang. Sedan många år har till exempel Naturhistoriska riksmuseet i Stockholm en modell av Plateosaurus på en av sina utställningar, och år 1999 framträdde Plateosaurus i första avsnittet av BBCs TV-serie Dinosauriernas tid. Där framställs den som ett flockdjur som färdas till betesmarker under regnperioden.